# 沅陵県
沅陵県（げんりょう-けん）は中華人民共和国湖南省懐化市に位置する県。
沅江とその支流の酉水が合流する位置にあたる。

## 行政区画
- 鎮：沅陵鎮、麻渓鋪鎮、五強渓鎮、明渓口鎮、涼水井鎮、七甲坪鎮、筲箕湾鎮、官荘鎮
- 郷：杜家坪郷、楠木鋪郷、肖家橋郷、陳家灘郷、清浪郷、借母渓郷、茘渓郷、大合坪郷、馬底駅郷、北溶郷、盤古郷
- 民族郷：火場トゥチャ族郷、二酉ミャオ族郷

## 出身者
- 周仏海 - 中華民国の政治家。南京国民政府（汪兆銘政権）の要人として知られる。